# Maksim Galkin
Maksim Aleksándrovich Galkin (en ruso: Максим Александрович Галкин) (Nacido el 18 de junio de 1976 en Moscú, RSFSR) es un cantante y humorista ruso.
Se ha convertido en un famoso parodista junto al apoyo del escritor Mijaíl Zadórnov (en ruso: Михаил Задорнов). Desde 2001 presenta la versión rusa del concurso "¿Quién quiere ser millonario?". Actualmente también presenta junto a Ala Pugachova y Aleksandr Tsekalo el programa "Dos Estrellas" (en ruso: Две звезды) del Primer Canal (en ruso: Первый Канал) de Rusia.
Su carrera como cantante está ligada a Ala Pugachova, junto a quien ha protagonizado numerosas canciones y videoclips.
Como actor, ha participado en la película "A por las dos liebres" (en ruso: За двумя зайцами).